# دوريان كبير السداة
دوريان كبير السداة (الاسم العلمي:Durio macrantha) هو نوع من النباتات يتبع جنس الدوريان من الفصيلة الخبازية.